# 孵卵斑
大多数鸟在孵卵期间腹部羽毛脱落形成孵卵斑。孵卵斑是由于真皮層加厚，血管增多造成的，有利于腹部热量的传导。不同类群的孵卵斑数目在1-3个不等，而同种鸟的孵卵斑数是一致的，因此可以作为判断亲缘关系的依据。